# Fiqh

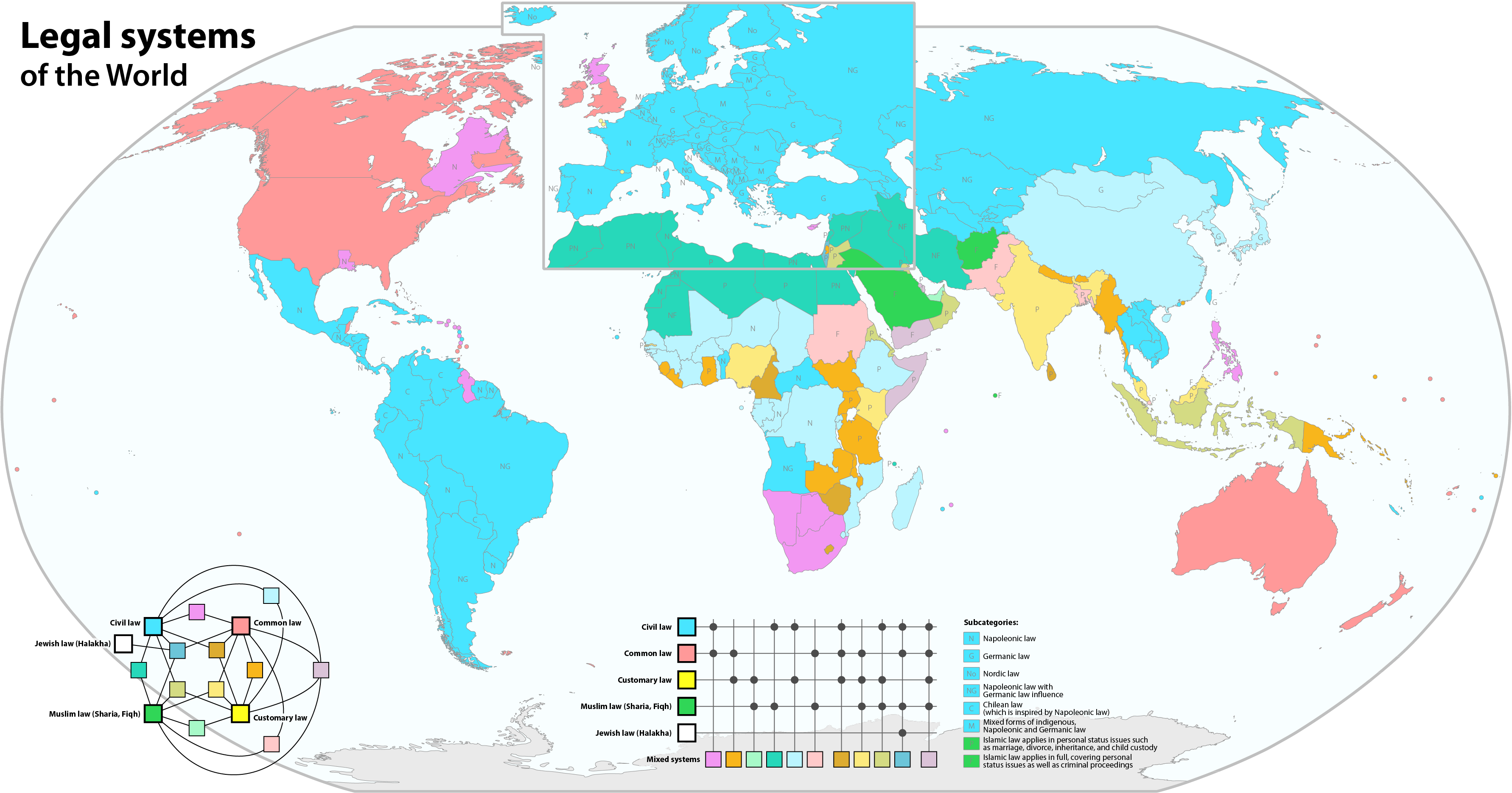
Sistemas legais do mundo

Fiqh (em árabe: فقه) é a jurisprudência islâmica, constituída pelas decisões dos juristas islâmicos, que dirigem as vidas dos muçulmanos.
Há quatro escolas sunitas ou maddhab da fiqh, nomeadas por um jurista clássico - que não sabia que as suas decisões viriam a ser imitadas, pois o conceito de taqlid, "imitação cega", surgiu mais tarde. Essas escolas são: Šāfiʿī (Malásia), Hanafi (subcontinente indiano, África ocidental e Egito), Malikī (África ocidental e do norte) e Ḥanbalī (Arábia). Todas partilham a maioria das suas decisões, mas diferem quanto a ahadit particulares, que aceitam como autênticos de Maomé, e quanto ao peso que dão à analogia ou razão (qiyas) ao decidir diante de dificuldades.